# Clotaire al II-lea
Clotaire al II-lea, cunoscut și sub numele de cel Mare (le Grand) sau cel Tânăr (le Jeune), regele Neustriei și mai târziu, între 613 și 629, regele tuturor francilor, nu fusese născut încă atunci când tatăl său, regele Chilperic I, a murit în 584. Mama lui, Fredegund, a fost regentă până la moartea sa în 597, atunci când Clotaire, în vârstă de 13 ani, și-a început domnia. Ca rege, el a continuat fieful mamei sale cu Brunhilda, regina Austrasiei, cu aceași răutate și vărstare de sânge.

## Biografie
Domeniul lui Clotaire al II-lea a fost localizat în cadrul teritoriului derivat din regatul franc. La moartea lui Clovis în 511, au fost stabilite patru regate cu capitalele la Reims, Siossons, Paris și Orléans, Aquitania fiind distribuită separat. În anul 550, Clothar I a fost ultimul supraviețuitor al celor patru frați care au reunit regatul Franc și care a adăugat la cuceririle sale și teritoriul burgund.
În 561, cei patru fii ai lui Clothar I, au urmat, în mod similar, evenimentele din 511 și au împărțit din nou regatul: Sigebert I a luat Reims, Chilperic I a luat Soissons, Charibert a luat Prisul și Guntram a luat Orleansul, care includea teritoriul regatului burgund. Au separat Aquitania din nou. 
Sigebert a mutat capitala de la Reims la Metz, în timp ce Guntram a mutat, la rândul său, de la Orléans la Chalon. La moartea lui Charibert în 575, teritoriul său a fost împărțit între cei trei supraviețuitori: Sigebert a primit Parisul iar Chilperic a primit Rouen.
În 560, Sigebert și Chilperic s-au căsătorit cu două surori, fiicele regelui vizigot din Spania, Athanagild: prințesa Brunhilda, și Galswintha. Cu toate acestea, Chilperic era încă foarte atașat de iubita și consoarta lui, Fredegund, determinand-o pe Galswintha să se întoarcă la Toledo. În 570, aceasta a fost ucisă iar suspiciunea a căzut pe Chilperic, deși în cele din urmă aceste suspiciuni s-au stins, iar acesta s-a căsătorit oficial cu Fredegund și a ridicat-o la rangul de regină a regatului Franc.
Odată cu moartea tatălui ei, Brunhilda a devenit singura responsabilă pentru represaliile împotriva lui Chilperic. La început, el a fost de acord să plătească o sumă de bani pentru a termina cearta, dar la scurt timp după a decis să angajeze o serie de operațiuni militare împotriva lui Sigebert. Acesta a fost începutul luptei cunoscute și sub numele de conflictul regal, care nu avea să se termine până în anul 613.
Principalele episoade, până la asasinarea lui Chilperic în 584, au fost: asasinarea lui Sigebert (575), privarea de libertate a Brunhildei și căsătoria ei cu un fiu de-a lui Chilperic și întoarcerea ei la Childebert al II-lea, fiul ei și succesorul lui Sigebert.

## Primii ani
Sub obiceiul francilor, nou-născuții nu primeau nume, pentru a nu răspândi îngrijorare în rândul numelor simbolice ale merovingienilor. 
Chilperic și Fredegund  doreau să-și protejeze copilul, după ce tinerii prodecesori ai săi au murit după ce au căzut victime crimelor și intrigilor politice. Pruncul a fost crescut în secret în vila regală, în Vitry-en-Artois.
În septembrie 584, Chilperic a fost ucis în apropiere de vila lui din Chelles, după o vânătoare, probabil din ordinul reginei Brunehilda. Acest lucru a produs neliniște și tulburare generală.
În acest timp, Neustria fusese jefuită de comori și de bunuri de valoare, precum și de documente importante. Prințesa Rigunth, care se afla în drum spre Spania pentru a se căsători cu prințul Reccared, a fost capturată de către ducele Didier din Toulouse care era legat în conspirație cu Gondovald, furându-i toată zestrea fetei și forțând-o să renunțe la căsătorie. Războaiele au izbucnit între orașele rivale, iar Orléans, Blois, și Chartres au stat împotriva Châteaudun.
Fredegund a reușit să păstreze cele mai multe averi din vistieria statului, precum și personalitățile politice cheie, precum generalii Ansoald și Audon, deși mulți, precum șambelanul Eberul, au abandonat-o. Și-a luat copilul și a fugit în Paris unde a trimis un mesaj lui Guntram, regele Burgundiei, cerându-i să adopte copilul și să-i ofere protecție, primind în schimb autoritatea asupra teritoiului Neutria, până când băiatul avea să ajungă la vârsta conducerii.
Childebert al II-lea, care se afla la Meaux când Cjilperic a fost ucis, și-a început negocierile pe două fronturi, pe o parte cu Brunhilda, iar pe cealaltă cu Guntram, însă Guntram i-a refuzat multe cereri, inclusiv permisul său de intrare în Paris. 
Guntram a convocat o reuniune a Marii Neustria, în care instanța de judecată îl recunoștea pe Clotaire ca fiu a lui Chilpiric, deși au existat unele îndoieli cu privire la identitatea paternă. Abia atunci i s-a dat numele de Clotaire, fiind numit după bunicul său. Guntram a preluat responsabilitatea legală a copilului, l-a adoptat și a devenit nașul său.

## Guvernarea lui Guntram

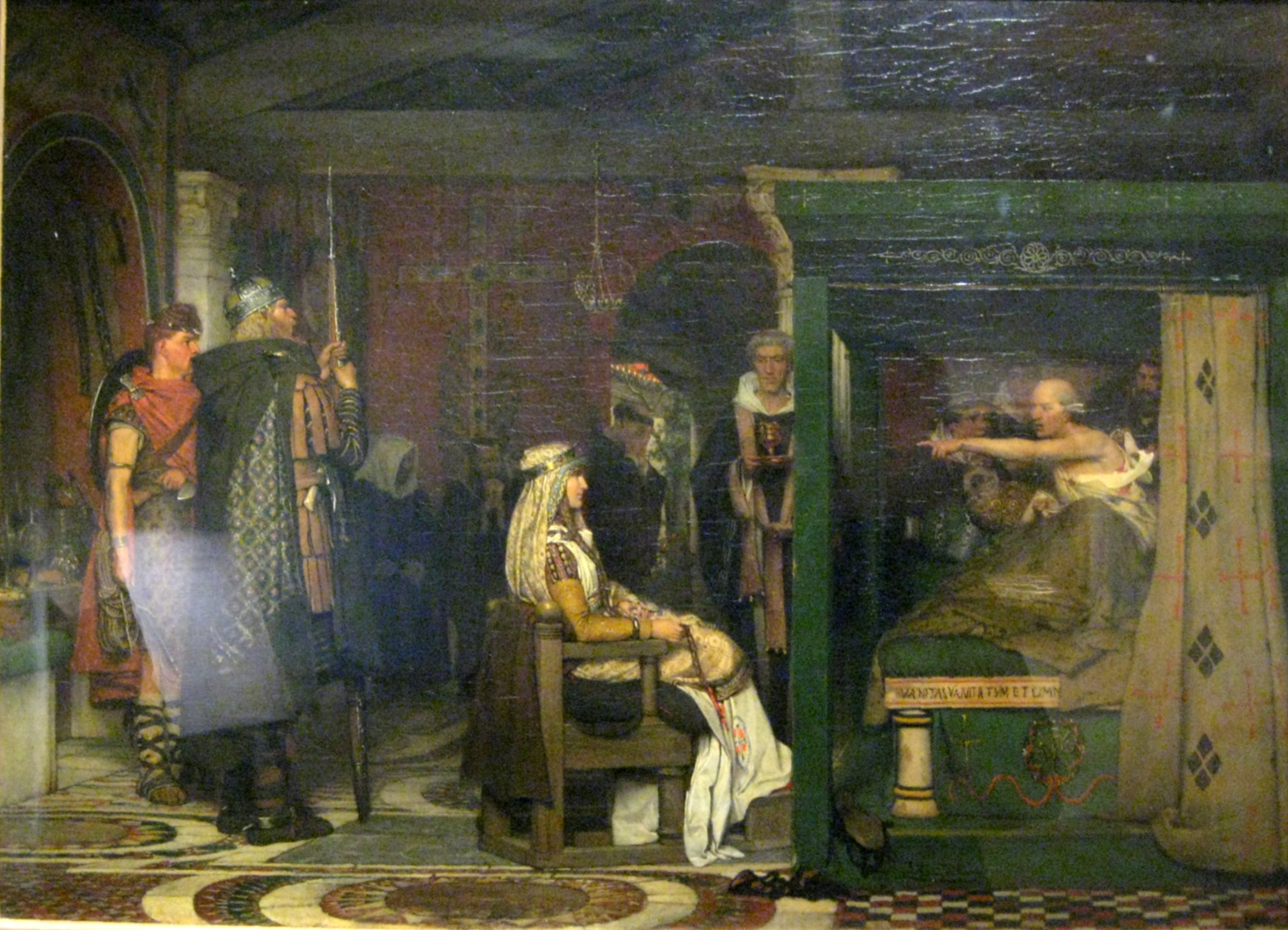
Fredegund blestemată de Pretextatus

Ansoald a fost responsabil pentru recâștigarea controlului orașului Neustria care fusese pierdut de la moartea lui Chilpiric. Aceștia i-au jurat supunere lui Guntram și Clotaire. În încercarea de a restabili ordinea în afacerile orașului, Guntram a înlocuit figurile cheie din scaunul episcopal al bisericii și a mutat locația sa (probabil împotriva sfatului primit de la Fredegund sau doar să-și arate autoritatea).

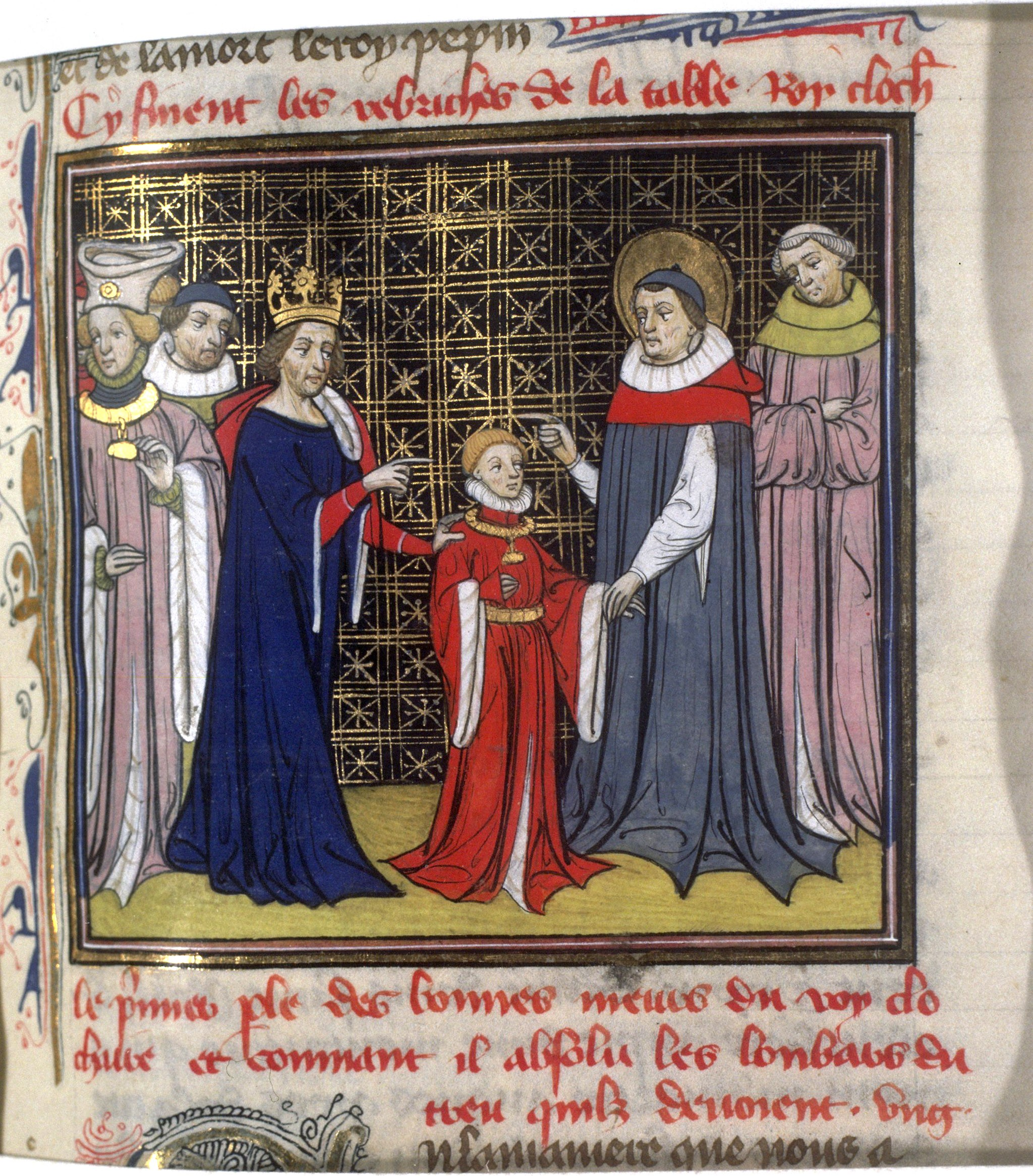
Clotaire şi tânărul Dagobert

Episcopul Promotus de Châteaudun, a cărui diocenză a fost retrogradată după consiliu parohial de la Paris din 573, a văzut aceste schimbări ca pe o încalcare a dreptului canonic, cerând întoarcerea lui după ce fusese exilat la moartea lui Sigebert I, și i s-au înapoiat multe din proprietățile sale personale.
Doi emisari trimiși de Brunhelide, Ducele Gararic și șambelanul Eberon, au reușit să preia orașele Limoges, Tours, Poitiers și influența Austrasianilor, cu ajutorul episcopilor Grigore de Tours și Venanzio Fortunat. Guntram a răspuns prin trimiterea trupelor pentru a recupera orașele pierdute care au răspuns prompt la loialitatea lui și a lui Clotaire.
În vara anului 585, Guntram s-a întors la Paris pentru a acționa în calitate de naș a lui Clotaire, împreună cu trei episcopi și trei sute de nobili din Neustria, care l-au recunoscut pe Clotaire al II-lea, fiul lui Chilperic I. Cu toate acestea, botezul fusese amânat, și era de așteptat să se reia din nou, prin întrunirea Conciliului de la Troyes, dar Austrasia a refuzat să participe până când Guntram nu îl dezmoștenea pe Clotaire. Consiliul a fost mutat în Burgundia iar botezul a avut lor pe 23 octombrie 585. 
În timp ce Guntram a militat pentru a-l captura pe vizigotul Septimania, Fredegund a scăpat de custodia episcopului și a plecat în Rouen. La liturghiile de duminică, Pretextatus a fost înjunghiat, însă nu a murit imediat. Fredegund a încercat să aducă medici și să-i câștige favoarea. Cu toate acestea, el a acuzat-o în mod deschis că a fost în spatele acestui atac și a uciderii diferitilor regi. A blestemat-o și denuntaț-o public înainte de a muri.
Regina a folosit atunci noua sa eliberare pentru a mobiliza cât mai mulți nobili și episcopi pentru a-și găsi copilul. Ea a fost reinstalată la putere în ciuda exilului ei dat de Guntram.
Guntram a încercat apoi să slăbească influența Fredegundei prin preluarea unei părți ale arstocrației din Nuestrian și a păstrat terenurile pe care ea le deținea în oraș, de la Loara și Siena prin unirea cu Ducele Beppolène. În 587, el a reușit să captureze orașele Angers, Saintes, și Nantes.
Fredegund s-a oferit să negocieze pacea și a trimis ambasadori la Guntram, însă aceștia au fost arestați, iar Guntram a rupt relațiile cu Neustria, apropiindu-se de Brunhilda și Childebert al II-lea, cu care a încheiat pactul l'Andelot care însemna că, la moartea unuia dintre cei doi regi, celălalt avea să moștenească împărăția. În 592, Guntram moare și Childebert devine rege al Burgundiei și Austrasiei.
Uniunea Austrasia-Burgundia a durat doar până în 595, prin moartea lui Childebert al II-lea. Împărăția lui a fost împărțită între cei doi fii ai săi: Theudebert al II-lea care a moștenit Austrasia, iar Theuderic al II-lea a primit împărăția Burgundiei. Cei doi frați au pornit o campanie de Unire împotriva vărului lor Clotaire al II-lea de Neustrasia, însă alianța lor a durat până în 599, când și-au întors armele unul împotriva celuilalt.
În 593, Clotaire al II-lea apare în fruntea armatei sale, pe ruta ducelui Wintrio al Austrasiei care invadase Neustria. În 596 el a continuat raidul la periferia Parisului, impunându-se în continuare ca un conducător capabil.
Fredegund a murit în 597, lasându-l pe Clotaire să stăpânească singur peste Neustria.

## Conducătorul Neustriei

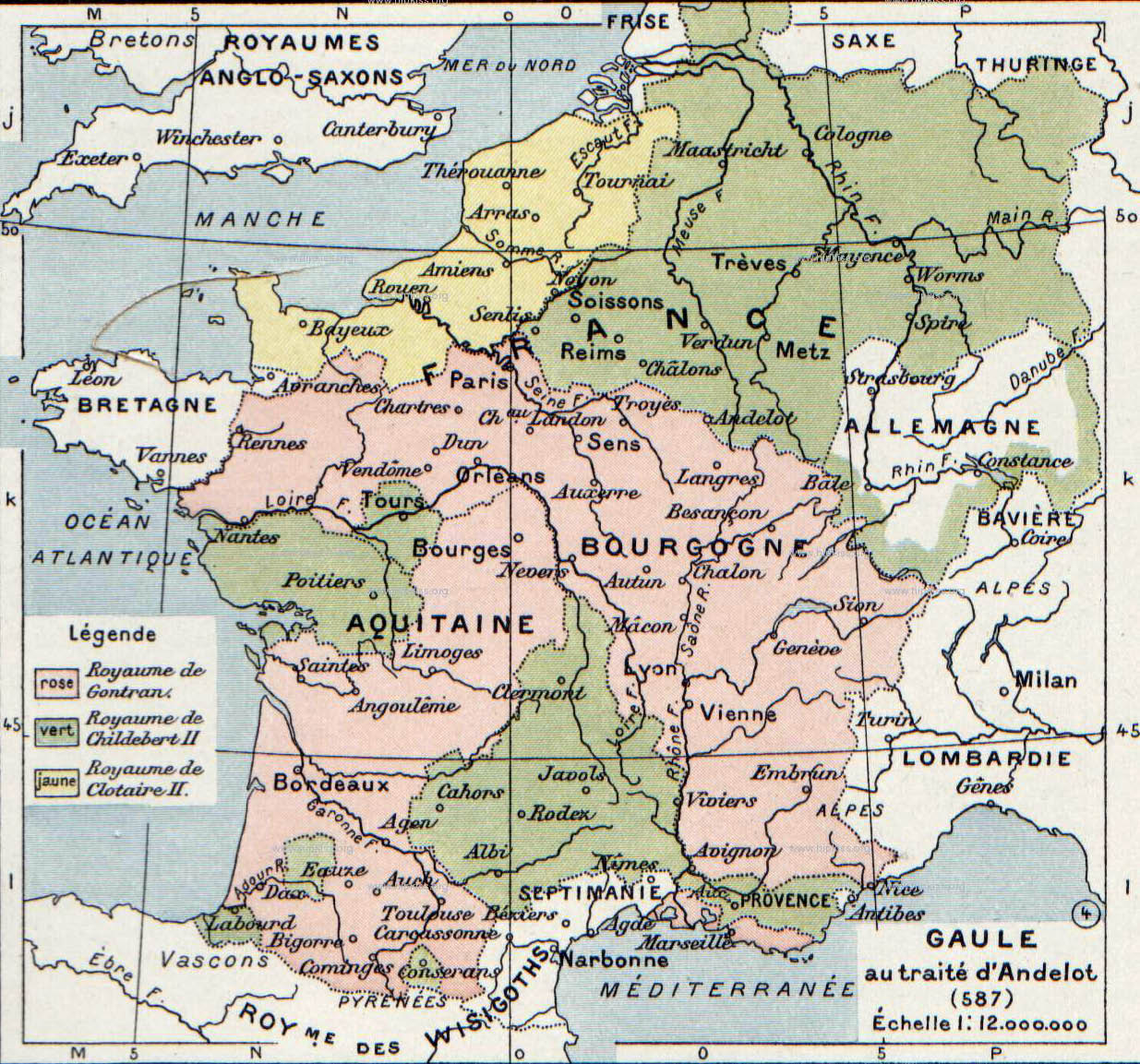
Regatul lui Clotaire la începutul domniei sale (galben). Prin 613, el a moştenit sau a cucerit toate porţiunile colorate de pe hartă.

În 599, Clotaire a dus un război cu nepoții săi, Theuderic al II-lea de Burgundia și Theudebert al II-lea de Austrasia, care l-au învins la Dormelles (aproape de Montereau), forțându-l să semneze un tratat care reducea împărăția lui în regiunile Beauvais, Amiens și Rouen. Cu toate acestea, cei doi frați au ridicat armele unul împotriva celuilalt. În 605, el a invadat regatul lui Theuderic al II-lea însă nu a reușit să-l biruiască. A purtat mai multe războaie cu Theuderic până când acesta a murit în Metz, la sfârșitul anului 613, în timp ce pregătea o campanie împotriva lui.
În 604, o primă încercare de a recuceri regatul său s-a încheiat cu un eșec pentru Clotaire. Fiul său, Merovech, care avea patru ani la momentul respectiv, a fost luat prizonier de către Theuderic, în bătălia de la Étampes și a fost ucis la ordinul Brunhildei de către Bertoald. Clotaire a acceptat să devină nașul fiului lui Theuderic în 607, numindu-l Merovech.
În aproximativ aceași perioadă, Theuderic, care căuta o căsătorie spaniolă cu prințesa Ermenberge, fiica regelui Witteric, a creat noi tensiuni politice. Witteric a negociat apoi cu Clotaire pentru o alianță, precum și Agilulf, regele lombarzilor. Coaliția împotriva lui Theuderic nu a fost urmată de efecte semnificative.
Theuderic i-a cedat lui Clotaire nordul Neustriei, dar apoi s-a întors și a organizat o invazie în Neustria. Cu toate acestea, el a murit de dezinterie la Metz în 613. Trupele sale s-au disperat imediat și Brunhilda l-a plasat pe strănepotul ei, Sigebert al II-lea, pe tronul Austrasiei.
La acea vreme, Warnachar, primarul din palatul Austrasiei, și Rado, primarul din palatul din Burgundia, a abandonat cauza Brunhildei și a strănepotului ei, iar întregul domeniu i-a fost predat lui Clotaire. Brunhilda și Sigebert au întâlnit armata lui Clotaire în Aisne, însă Ducele Rocco și Ducele Sigvald i-au părăsit pe cei doi care se aflau în paza lor, iar femeia și tânărul rege au fugit. În luptă, Clotaire l-a ucis pe Bertoald, aceasta fiind o răzbunare pentru uciderea fiului său cu câțiva ani înainte. Armata lui Clotaire a ajuns la Orbe, însă soldații săi au fost prinși la lacul Neuchâte. Sigeber și fratele său mai mic, Corbo, au fost executați la ordinele lui Clotaire, apoi a continuat să-și execute mai mulți membrii ai familiei cu excepția lui Merovech, nepotul său, și Childebert care fugise.
Bruhilde a fost acuzată de uciderea a zeci de membrii ai familiei regale Neustrian și a fost judecată și condamnată. Ea a suferit o tortură severă și execuția de a fi târâtă de un cal.
După această victorie, Clotaire a devenit domnitor unic al francilor și și-a consolidat puterea.

## Regele tuturor francilor

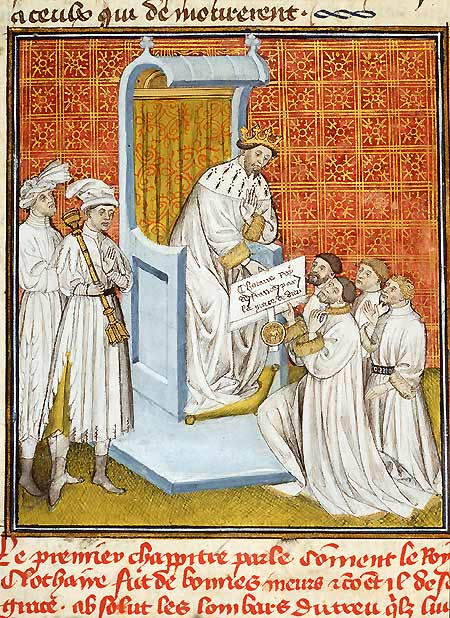
Un tratat a Regelui Clotaire al II-lea şi a Lombarzilor.

După unificarea tuturor francilor, Clotaire s-a stabilit la Paris. Un aspect important care a menținut în toate cele trei administrații ale regatelor, chiar și după unificare, a fost prezența primarilor din Palat. Primarul a fost inițial slujitorul împăratului care era responsabil de evenimentele administrative ale palatului. În timpul certurilor regale, rolul său a crescut în importanță și a devenit mai mult decât un adminstrator de terenuri și a fost plasat în mâinile aristocrației. Una dintre figurile cele mai notabile în acest rol a fost Warnachaire, primarul palatului din Burgundia în 613, care a fost unul dintre liderii responsabili pentru capturarea Bruhildei, și a deținut funcția până la moartea sa, în 626. Soția lui Warnachaire, Berthe, a fost probabil o fiică a lui Clotaire.
În 614, Clotaire a promulgat Edictul de la Paris, un fel de Magna Carta franc, care rezervă multe drepturi nobililor franci în timp ce evreii erau excluși din toate locurile de muncă pentru Coroană. Interzicerea a plasat în mod eficient toată alfabetizarea în monarhia merovingiană sub control ecleziastic. Articolul 11 din Edict afirma pacea și disciplina în împărăție și suprimă rebeliunea și insolența. 
Clotaire a fost convins de Warnachar și Rado ca primăria palatului să fie o numire pe viață la Bonneuil-sur-Marne, în apropiere de Paris, în 617. Prin aceasta acțiune, Clotaire a pierdut propriile capacități legislative cât și numărul mare de legi adoptate în timpul domniei sale.
În 623, regatul Austrasiei a fost oferit fiului său mai tânăr, Dagobert I. Aceasta a fost o mișcare politică de rambursare pentru sprijinul arhiepiscopului Arnulf de Metz și Pepin I, primar al Austrasiei. În același timp, Clotaire a făcut modificările teritoriale pentru atribuirea regiunii Reims la Neustria. Dagobert, care avea acum semi-autonomie ca rege al Austrasiei, a negociat revenirea în 626.
Clotaire a fost considerat a fi un conducător barbar. El a fost unul dintre puținii merovingieni care nu a practicat poligamia, rămânând fidel unei singure soții până la moartea sa. El a rămas credincios Bisericii și doctrinelor sale. Este posibil ca el să fi încercat să se mențină ca un rege pios, inspirat de sfințenia unchiului său Guntram, care l-a protejat și i-a acordat tronul.
În 617, el a reînnoit tratatul de prietenie care lega regii franci cu împărații lombarzi. A menținut politica și relațiile bune cu popoarele barbare creștinate, atâta timp cât păstrau relații bune cu Biserica.

## Decesul
Clotaire a murit pe 18 octombrie 629, la vârsta de 45 de ani, și a fost îngropat, ca și tatăl său, în Bazilica Saint Vincent de la Paris. Domnia lui nu a durat mai mult decât orice alt rege merovingian. El și-a încheiat domnia cu o putere redusă, aceasta fiind acordată nobilimii și deschizând calea pentru creșterea primarilor.
Aristocrația Neustrian l-au ales ca rege pe Caribert, fiul vitreg a lui Dagobert. Cu toate acestea, Dagobert a fost susținut de austrasieni și burgunzi, și în curând a domnit peste toate cele trei regate. Caribert și-a format propria împărăție compusă din teritorii din Aquitania.

## Familie
Prima data s-a căsătorit cu Haledetrude (575 - 604), cu care a avut următorii copii:
- Merovech, care a fost trimis de Landéric, primarul palatului Neustrasiei, pentru a evita austrasienii Berthildei la Arele în 604, dar care a fost ucis
- Emma, care s-a căsătorit în 618 cu Eadbald, rege de Kent

A doua soție, Bertrude, a fost fiica lui Richomer, patricianul Burgundiei. Cei doi au avut împreună următorii copii:
- Dagobert I, rege al Francilor

și probabil:
- un fiu care a murit la naștere în 617
- Bertha, soția lui Warnachaire, maior al palatului Burgund.

În 618, s-a căsătorit cu Sichilde, sora lui Gomatrude care s-a căsătorit mai târziu cu Dagobert I. Cei doi au avut împreună doi copii:
- Charibert al II-lea, rege al Aquitaniei
- Oda.

## Biografie
- Gregory of Tours, History of the Franks
- Fredegaire, Chronicle of Merovingian Times, translation by O. DeVilliers and J. Meyers, Brepols Publishing, 2001 (ISBN 2503511511).
- Chronicles of the time of King Dagobert (592-639). translation by François Guizot and Romain Fern, Paleo, Clermont -Ferrand,"Sources of the history of France", 2004, 169 p. (ISBN 2-913944-38-8).
- Christian Settipani, The Prehistory of the Capetians (New genealogical history of the august house of France, vol. 1), ed. Patrick van Kerrebrouck, 1993 (ISBN 2-9501509-3-4), p. 92-100.
- Jean-Charles Volkmann. Known genealogy of the kings of France, Gisserot Publishing, 1999 (ISBN 2-877472086).
- Stéphane Lebecq, The Frankish origins, Points / Seuil, 1990, p. 117-119 (Part 1, Chapter 5 . " Royal feud (561-603)") and p. 122-130 ( Part II, Chapter 1: " Clothar II and Dagobert ( 613-639 ) ."
- Noelle Leca Deflou - Alain Dubreucq (ed.), Societies in mid-late sixth - ninth century Europe. Atlande, coll. Key Contest 2003 ( biographies : " Chilperic ", " Fredegonde ", " Brunhild "), 575 pp. (ISBN 9782912232397 )
- Bachrach, Bernard S. (1972). Merovingian Military Organization, 481–751. Minneapolis: University of Minnesota Press, ISBN 0-8166-0621-8.

1. 1 2 3  La Préhistoire des Capétiens[*], p. 91 Verificați valoarea |titlelink= (ajutor)
2. ↑  La Préhistoire des Capétiens[*], p. 91-92 Verificați valoarea |titlelink= (ajutor)
3. 1 2  La Préhistoire des Capétiens[*], p. 90 Verificați valoarea |titlelink= (ajutor)
4. 1 2 3 4  La Préhistoire des Capétiens[*], p. 92 Verificați valoarea |titlelink= (ajutor)
5. ↑  La Préhistoire des Capétiens[*], p. 94 Verificați valoarea |titlelink= (ajutor)
6. ↑  La Préhistoire des Capétiens[*], p. 94-96 Verificați valoarea |titlelink= (ajutor)
7. ↑  La Préhistoire des Capétiens[*], p. 97 Verificați valoarea |titlelink= (ajutor)
8. 1 2 3  La Préhistoire des Capétiens[*] Verificați valoarea |titlelink= (ajutor)